# Operace Kilšon

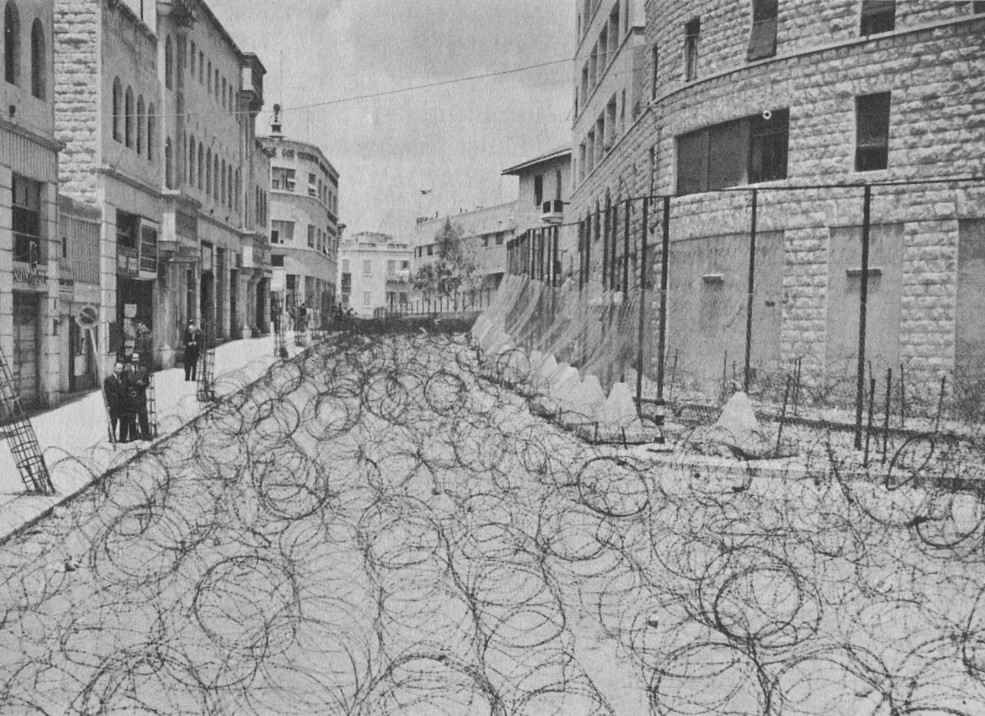
Britský komplex Bevingrad v centru Jeruzaléma

Operace Kilšon (hebrejsky מבצע קילשון‎, mivca Kilšon, doslova operace Vidle) byla vojenská akce provedená během první arabsko-izraelské války v polovině května 1948, v době konce britského mandátu nad Palestinou a vzniku státu Izrael, židovskými jednotkami Hagana a Irgun, jejímž cílem bylo dobýt klíčové pozice v Jeruzalému.
V květnu 1948 se Britové stáhli z Jeruzaléma. Operace Kilšon měla za cíl ovládnout některé areály uvolněné Brity a rozšířit židovskou kontrolu na Jeruzalémem. Probíhala ve dnech 14. – 18. května 1948. Izraelcům se podařilo ovládnout zejména rozsáhlý britský vládní komplex (takzvaný Bevingrad) v prostoru čtvrtě Migraš ha-Rusim a také sousedící oblasti čtvrtě Musrara a okraje čtvrtě Šejch Džarach. Hlavní boje se vedly okolo komplexu kláštera Notre Dame, který Izraelci udrželi ve svých rukou. Izraelci rovněž ovládli čtvrtě Bak'a, Talbija a takzvanou Německou kolonii. Židovský sektor tak zahrnul prakticky celý západ Jeruzaléma. V důsledku rychlého židovského postupu se jordánský král Abdalláh I. rozhodl vyslat do Jeruzaléma Arabskou legii, která se pak stala rovnocenným soupeřem Izraelců.